# Diplazon laetatorius

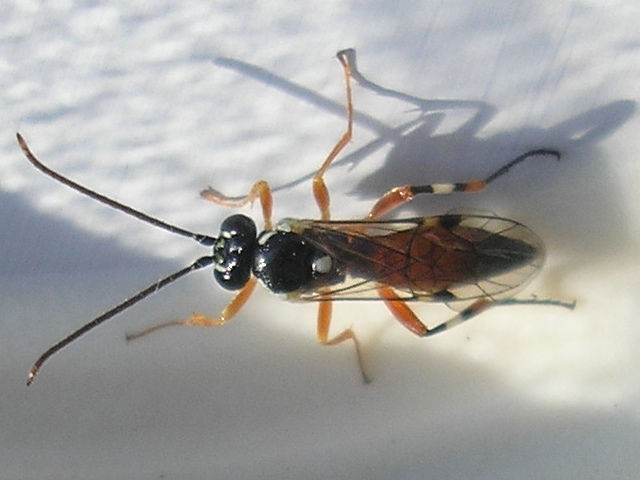

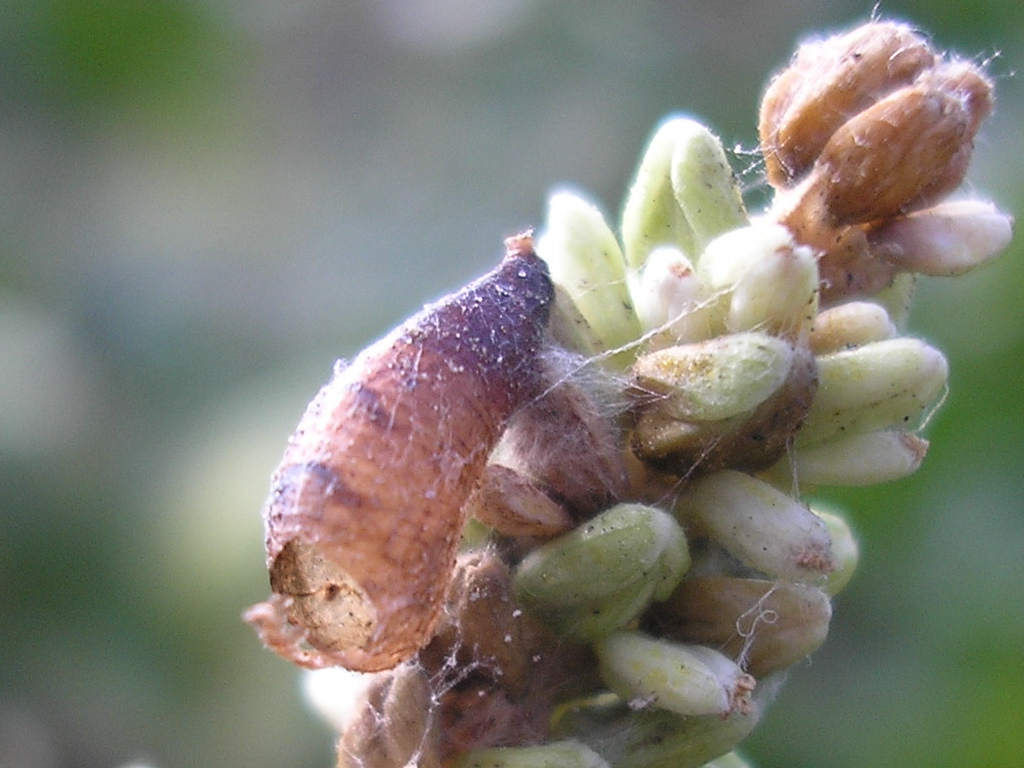
Von Diplazon laetatorius parasitierte Schwebfliegenpuppe

Diplazon laetatorius ist eine Schlupfwespe aus der Unterfamilie der Diplazontinae. 

## Merkmale
Die Schlupfwespen erreichen eine Körperlänge von 4–7 mm. Die Größe ist wesentlich abhängig vom Wirtstier. Die Schlupfwespen besitzen eine markante Färbung der hinteren Tibien. Diese sind an der Basis schwarz. Anschließend kommt ein weißer Abschnitt, ein schwarzer Abschnitt und schließlich am apikalen Ende ein rotbrauner Bereich. Die hinteren Tarsi sind schwarz. Die hinteren Femora sind rotbraun. Die vorderen und mittleren Beinpaare sind vollständig rotbraun gefärbt. Kopf, Fühler und Thorax sind schwarz gefärbt. Entlang dem inneren Augenrand verläuft eine weiße Strichzeichnung. Über die Schultern verläuft ein weißer Strich. Der Flügelansatz ist ebenfalls weiß gefärbt. Das Schildchen weist einen weißen Fleck auf. Die mittleren Tergite sind rot, während die Basis des Hinterleibs und das Hinterleibsende schwarz gefärbt sind. Das Flügelmal ist am basalen Ende creme-farben, ansonsten schwarz. 

## Verbreitung
Diplazon laetatorius ist fast auf der ganzen Welt verbreitet (alle Kontinente ohne Antarktis) und möglicherweise die Hautflügler-Art mit der größten geographischen Verbreitung. In Europa reicht ihr Vorkommen im Norden bis nach Skandinavien und Island.

## Lebensweise
Diplazon laetatorius parasitiert die Eier und Larven verschiedener Schwebfliegen (20 Gattungen). Die Eiablage (Oviposition) findet in das Wirtsei oder in die Wirtslarve statt. Die fertige Schlupfwespe schlüpft später aus der Wirtspuppe.
Zu den Wirtsarten zählen u. a. die Hainschwebfliege (Episyrphus balteatus), Eupeodes corollae sowie Vertreter der Gattungen Melanostoma und Sphaerophoria. Da die Schwebfliegen-Larven Prädatoren von Röhrenblattläusen (Aphididae) sind, finden die Schlupfwespen diese üblicherweise in Blattlauskolonien. Der Parasitierungsgrad kann sehr hoch sein. Da die Wirtsfliegenlarven als Nützlinge gelten, wäre somit die Schlupfwespen-Art in gewisser Weise ein Schädling. Die Schlupfwespen beobachtet man von Juni bis Anfang Oktober. Die Imagines ernähren sich vom Nektar verschiedener Doldenblütler.